# Bernadí de Mallorca
Bernadí de Mallorca (Palma, primer terç de segle xviii—22 de maig de 1777) va ser un religiós i escriptor mallorquí.
Nascut a Palma el primer terç de segle xviii. Va ser frare de l'orde dels caputxins. A petició de Lluís de Flandes, va ser nomenat primer titular d'una nova càtedra de filosofia lul·liana creada el 1758 al convent de Palma per part del ministre general de l'orde Serafí de Capricolle, a fi de dur a terme l'ensenyament de les doctrines de Ramon Llull, a fi d'aplicar les disposicions reformistes del papa Benet XIV. La càtedra va ser inaugurada per Bernadí amb un sermó anomenat La voz de la divina sabiduría (1759), que va ser reimprès amb posterioritat. També va escriure diverses obres de devoció i poesia. A la càtedra el va succeir Josep Comellas i Cabrer.